# Пропавший глаз
«Пропавший глаз» — рассказ Михаила Булгакова, входящий в цикл рассказов «Записки юного врача».
Описанная в «Пропавшем глазе» операция по поводу огнестрельного ранения действительно была произведена писателем, когда он работал земским врачом в селе Никольском Сычевского уезда Смоленской губернии.

## Сюжет
Молодой врач подводит итоги первого года своей работы в сельской больнице. Он вспоминает былую неуверенность в своем профессионализме, а затем, подсчитывая колоссальное количество принятых пациентов, оценивает приобретенный опыт. Слегка повзрослевший доктор полагает, что не встретит уже в своей практике более удивительных случаев, чем в прошедшем году. И на следующий же день видит младенца с непонятной опухолью вместо глаза. Поставить диагноз не удается, эскулап в растерянности. Болезнь в итоге излечивается сама собой: это был просто гнойник, который сам лопнул. Врач делает вывод:
Нет. Никогда, даже засыпая, не буду горделиво бормотать о том, что меня ничем не удивишь. Нет. И год прошел, пройдет другой год и будет столь же богат сюрпризами, как и первый… Значит, нужно покорно учиться.

## Герои рассказа
- Рассказчик, доктор 24 года
- Баба с младенцем
- Демьян Лукич, фельдшер
- Егорыч, сторож
- Пелагея Ивановна, акушерка